# Gabriele Rossmanith
Gabriele Rossmanith (* 1956 in Stuttgart) ist eine deutsche Opernsängerin (Sopran). Sie singt seit 1988 an der Hamburgischen Staatsoper.

## Leben
Gabriele Rossmanith kam über das Spielen von Instrumenten zur Musik: Als Kind lernte sie zunächst Flöte, Klavier und Geige und nahm Gesangsunterricht nur, um ihre Stimmtechnik beim Einüben von Liedern zu verbessern. Sie studierte zuerst Violine bei Roman Schimmer an der Musikhochschule Trossingen, um dann an die Musikhochschule Stuttgart zu wechseln, wo sie bei Sylvia Geszty Gesang studierte. Ihr Gesangsstudium schloss sie 1984 ab. Im Folgejahr wurde sie mit dem 1. Preis beim Mozartfest-Wettbewerb in Würzburg ausgezeichnet.
Ihr erstes festes Engagement führte Gabriele Rossmanith ab 1985 für drei Jahre an das Badische Staatstheater in Karlsruhe. Anschließend ging sie an die Hamburgische Staatsoper, zu deren festem Ensemble sie seit 1988 gehört. Daneben hatte sie Gastengagements unter anderem in München, Brüssel, Berlin, Barcelona (2002) und Toulouse (2003). Neben ihrer Arbeit in der Oper bestreitet sie Konzerte und Liederabende und ist auf einer Reihe von Tonträgern zu hören. 2011 verlieh ihr der Hamburger Senat auf Anregung von Opernintendantin Simone Young den Ehrentitel Hamburger Kammersängerin.
Zu ihrem Repertoire gehören unter anderem die Morgana in Alcina, Susanna in Le nozze di Figaro, Despina in Così fan tutte, Pamina in der Zauberflöte, Wellgunde/Ortlinde im Ring, Nedda in Pagliacci, Gretel in Hänsel und Gretel und Anne Truelove in The Rake’s Progress. Besonders erfolgreich war sie in Hamburg als Mélisande in Pelléas et Mélisande (Decker/Metzmacher, 1999) und als Blanche in Dialogues des Carmélites (Lehnhoff/Metzmacher, 2003).
Inzwischen werden ihre musikalischen Aktivitäten durch Chansonabende und kammermusikalische Programme ergänzt.